# 14. ceremonia wręczenia nagród David di Donatello
14. ceremonia wręczenia włoskich nagród filmowych David di Donatello odbyła się 2 sierpnia 1969 roku w antycznym Teatrze greckim w Taorminie.

## Laureaci i nominowani
Laureaci nagród wyróżnieni są wytłuszczeniem.

### Najlepszy reżyser
- Franco Zeffirelli – Romeo i Julia (tytuł oryg. Romeo and Juliet)

### Najlepszy reżyser zagraniczny
- Roman Polański – Dziecko Rosemary (tytuł oryg. Rosemary’s Baby)

### Najlepszy producent zagraniczny
- Stanley Kubrick – 2001: Odyseja kosmiczna (tytuł oryg. 2001: A Space Odyssey)

### Najlepszy producent
- Bino Cicogna – Pewnego razu na Dzikim Zachodzie (tytuł oryg. C’era una volta il West)
- Gianni Hecht Lucari – Dziewczyna z pistoletem (tytuł oryg. La ragazza con la pistola)

### Najlepsza aktorka
- Gina Lollobrigida – Dobranoc, signora Campbell (tytuł oryg. Buona Sera, Mrs. Campbell)
- Monica Vitti – Dziewczyna z pistoletem (tytuł oryg. La ragazza con la pistola)

### Najlepszy aktor
- Alberto Sordi – Lekarz kasy chorych (tytuł oryg. Il medico della mutua)
- Nino Manfredi – Vedo nudo

### Najlepszy aktor zagraniczny
- Rod Steiger – Sierżant (tytuł oryg. The Sergeant)

### Najlepsza aktorka zagraniczna
- Barbra Streisand – Zabawna dziewczyna (tytuł oryg. Funny Girl)
- Mia Farrow – Dziecko Rosemary (tytuł oryg. Rosemary’s Baby)

### Nagroda Targhe d’oro David
- Florinda Bolkan
- Olivia Hussey
- Leonard Whiting